# Windows Installer
Chronologie des versions
MSIX SDK (d)
Windows Installer (en français, installateur Windows) est un moteur d'installation, de mise à jour et de désinstallation de logiciel propre aux systèmes d'exploitation de Microsoft. La dernière version contient des changements significatifs par rapport à son prédécesseur Setup API comme l'apparition d'un GUI framework, une désinstallation automatique du logiciel et la possibilité d'ajouter grâce à COM des objets dans le fichier (système de fichiers à l'intérieur d'un fichier) grâce à une compatibilité avec Structured storage.

## Versions
| Version | Fourni avec                                                                  | Redistribuable                                                                                   |
| ------- | ---------------------------------------------------------------------------- | ------------------------------------------------------------------------------------------------ |
| 1.0     | Office 2000                                                                  | -                                                                                                |
| 1.1     | Windows 2000                                                                 | Windows 95/98/NT 4.0 SP6                                                                         |
| 1.2     | Windows Me                                                                   | -                                                                                                |
| 2.0     | Windows XP RTM/SP1, Windows 2000 SP3, Windows Server 2003                    | Windows 95/98/Me/NT 4.0 SP6/2000 below SP3                                                       |
| 3.0     | Windows XP SP2                                                               | Windows 2000 SP3/SP4, Windows XP RTM/SP1, Windows Server 2003                                    |
| 3.1     | Windows Server 2003 SP1, Windows XP Professional x64 Edition, Windows XP SP3 | Windows 2000 SP3/SP4, Windows XP RTM/SP1/SP2, Windows Server 2003                                |
| 4.0     | Windows Vista, Windows Server 2008                                           | -                                                                                                |
| 4.5     |                                                                              | Windows XP SP2 et après, Windows Server 2003 SP1 et après, Windows Vista and Windows Server 2008 |
| 5.0     | Windows 7, Windows Server 2008 R2, Windows 10                                |                                                                                                  |

### Créer / Éditer un fichier d'installation
Les fichiers d'installation pour Windows Installer portent l'extension .msi (pour une application complète) ou .msp (modification postérieure d'une application installée par un fichier .msi).
De nombreux logiciels sont disponibles pour créer et éditer les fichiers d'extension .msi ou .msp, en particulier les installateurs.